# Lenguas almosanas
Las lenguas almosanas, también llamadas algonquino-wakash, constituyen una hipotética familia o macrofamilia de lenguas de Norteamérica. Este grupo fue propuesto por Edward Sapir en 1929 y agrupa principalmente a las lenguas álgicas, salish y wakash.
Por otro lado, se ha propuesto una relación entre el nivejí, el cual es un idioma paleosiberiano, con las lenguas álgicas y wakash.

## Clasificación
De acuerdo con Sapir (1929), las relaciones entre lenguas algonquino-wakash serían las siguientes:
I. Álgico (Algonkin–Ritwan)
1. Algonquino
2. Beothuk
3. Ritwan
a. Wiyot
b. Yurok
II. Kutenai (aislada)
III. Mosán
1. Wakash
2. Chimaku
3. Salish
Estas relaciones son controvertidas y no son acepatadas por muchos lingüistas americanistas; lo mismo se puede decir del grupo mosán. Entre los lingüistas que respaldan esta hipótesis están Swadesh (1953), quien respaldó el grupo mosán mediante correspondencias léxicas. Greenberg y Ruhlen llaman a este grupo almosán (álgico + mosán), y lo relacionan con el grupo keresiux en un grupo mayor denominado almosán-keresiux, dentro de las lenguas amerindias.
Por otro lado, el postulado que incluye al idioma nivejí propone las siguientes relaciones:

|        | Algonquino                                      |
|        |                                                 |
| Ritwan | \| \| Wiyot \| \| \| \| \| \| Yurok \| \| \| \| |
|        | \| \| Wiyot \| \| \| \| \| \| Yurok \| \| \| \| |
|        | Wiyot                                           |
|        |                                                 |
|        | Yurok                                           |
|        |                                                 |

|  | Wiyot |
|  |       |
|  | Yurok |
|  |       |

|        | Algonquino                                      |
|        |                                                 |
| Ritwan | \| \| Wiyot \| \| \| \| \| \| Yurok \| \| \| \| |
|        | \| \| Wiyot \| \| \| \| \| \| Yurok \| \| \| \| |
|        | Wiyot                                           |
|        |                                                 |
|        | Yurok                                           |
|        |                                                 |

|  | Wiyot |
|  |       |
|  | Yurok |
|  |       |

|        | Algonquino                                      |
|        |                                                 |
| Ritwan | \| \| Wiyot \| \| \| \| \| \| Yurok \| \| \| \| |
|        | \| \| Wiyot \| \| \| \| \| \| Yurok \| \| \| \| |
|        | Wiyot                                           |
|        |                                                 |
|        | Yurok                                           |
|        |                                                 |

|  | Wiyot |
|  |       |
|  | Yurok |
|  |       |

|        | Algonquino                                      |
|        |                                                 |
| Ritwan | \| \| Wiyot \| \| \| \| \| \| Yurok \| \| \| \| |
|        | \| \| Wiyot \| \| \| \| \| \| Yurok \| \| \| \| |
|        | Wiyot                                           |
|        |                                                 |
|        | Yurok                                           |
|        |                                                 |

|  | Wiyot |
|  |       |
|  | Yurok |
|  |       |

## Evidencia
Se ha señalado un grupo de posibles cognados, como los que se presentan en la siguiente tabla:
| Familia | Idioma           | primera persona     | 'uno'             | 'agua'                  |
| ------- | ---------------- | ------------------- | ----------------- | ----------------------- |
| Álgica  | Proto-álgico     | *-na:n ≈ 'nosotros' | *ne-kwet-         |                         |
| Álgica  | Proto-algonquino | *ne- ≈ 'yo'         | *ne-kwet-wi       | *akwinčinwa ≈ 'en agua' |
| Álgica  | Ojibwa           | niin ≈ 'yo'         | ningoto-          |                         |
| aislada | Kutenai          | -na:p- ≈ 'me'       | -nikʔ- ≈ 'uno de' | wuʔu / -ku              |
|         | Proto-mosán      | *na(y) ≈ 'yo'       |                   | *k’a / *qaw-            |
| Salish  | Proto-salish     |                     | *nək’w-əʔ         | *-qwa / *-kwa           |
| Salish  | Coeur d'alene    |                     | nɛk’w-ɛ           |                         |
| Salish  | Tillamook        | n- ≈ 'mi'           | néč’-             | qiw                     |
| Salish  | Kalispel         | ən- ≈ 'mi'          | nk’wuʔ            |                         |
| Wakash  | Nutka            | niw’a ≈ 'nos'       |                   | ʔ’ot                    |
| Wakash  | Heiltsuk         | -ən ≈ 'yo'          | n’hxw-            |                         |
| Chimaku | Quileute         | -li (< *n) ≈ 'yo'   | wí.ł              | q’wotl' ≈ 'derramarse'  |
|         | Proto-amerindio  | *na(ʔ) ≈ 'yo'       | *(ne-)k’we(t)     | *aq’wa                  |
| aislada | Nivejí           | ni ≈ 'yo'           | nin               | č'aӽ                    |

### Numerales
Los numerales para diferentes lenguas almosanas son:
| GLOSA | Lenguas álgicas | Lenguas álgicas | Lenguas álgicas | Beothuk  | Kutenai     | Lenguas mosanas | Lenguas mosanas | Lenguas mosanas     | Lenguas mosanas      | Nivkh  |
| GLOSA | PROTO- ALGONQ.  | Wiyot           | Yurok           | Beothuk  | Kutenai     | PROTO- SALISH   | PROTO- CHIMAKU  | PROTO- WAKASH sept. | PROTO- WAKASH merid. | Nivkh  |
| ----- | --------------- | --------------- | --------------- | -------- | ----------- | --------------- | --------------- | ------------------- | -------------------- | ------ |
| '1'   | *ne-kwet-       | kúʔc-           | koht            | yazīk    | ʔukʼi       | *n(a)kʼuʔ       | *kʷaaɬ          | *nʼəúkʷ             | *c̉awaː(kʷ)           | *n’ə-  |
| '2'   | *nyīš-          | ṛít-            | niʔiy           | adzīč    | ʔas         | *ʔəsali         | *ɬakʷa          | *maʔɬ-              | *ʔaƛa                | me-    |
| '3'   | *neʔθ-          | ṛíkh-           | nahksey         | šendīk   | qaɬsa       | *kaʔɬas         | *qʷaʔli-        | *yudəxʷ             | *qakc’a              | *d’e-  |
| '4'   | *nyēw-          | ṛiyóhw-         | čoʔoney         | dabzīk   | x̣áʦa        | *mus            | *maʔyas         | *muu                | *muu-                | *nə(r) |
| '5'   | *nyāɬan-        | wehsoghál-      | meruh           | nunyeθīk | yíku        | *cil(-ak-ist)   |                 | *sək̉ákʷ             | *sučʼa               | *to(r) |
| '6'   | *1+5            |                 |                 | bašedθīk | ʔinmisa     | *tʼəχ(m)        | *ʦiɬaas         | *q̓əƛʼa(ukʷ)         | *č’iːχpaːɬ           | *ŋaʀ   |
| '7'   | *2+5            |                 |                 | udozūk   | wistʼáːɬa   | *cʼuʔ           |                 | *ma(ʔ)ɬ-áus         | *ʔaƛa-bu             | *ŋamk  |
| '8'   | *3+4            |                 |                 | ādozūk   | wu-x̣áʦa     | *tqačiʔ         |                 | *yudəxʷ-áus         | *ʔaƛa-sɨb (10-2)     | *minr  |
| '9'   |                 |                 |                 | yeoθoduk | qa-ik-itʼwu | *təwixʷ         |                 |                     | *c̉awaː-sɨb (10-1)    | *n’an- |
| '10'  | *metātahθe      |                 |                 | šansī    | ʔitʼwu      | *(ʔu)pan        |                 |                     | *ƛaχʷa               | *mɣo-  |